# Cheiloporina flava
Cheiloporina flava är en mossdjursart som beskrevs av Canu och Bassler 1929. Cheiloporina flava ingår i släktet Cheiloporina och familjen Cheiloporinidae. Inga underarter finns listade i Catalogue of Life.